# Manuel Millán Vázquez
Manuel Millán Vázquez (Vilagarcía de Arousa, Pontevedra, 1961) és un actor espanyol.

## Biografia
Actor especialment conegut a Galícia pel seu paper de Pare Nicanor a la sèrie Pratos combinados de la TVG entre d'altres, encara que també compta amb una extensa carrera a nivell d'Espanya tant al cinema com en la televisió.
Ha treballat al cinema amb directors de la talla de Fernando Colomo, Carlos Saura o Luis García Berlanga.
Ha interpretat papers fixos en diverses sèries de televisió nacionals, així com d'altres episòdics. Cal destacar les seves col·laboracions a Aquí no hay quien viva com el Pare Miguel, que donat l'enorme èxit de la sèrie, han augmentat la seva popularitat entre el gran públic d'Espanya.

## Pel·lícules
- Bajarse al moro (1989), de Fernando Colomo. Com Enfermero.
- Las cartas de Alou (1990), de Montxo Armendáriz.
- ¡Ay, Carmela! (1990), de Carlos Saura. Com Cabo.
- Después del sueño (1992), de Mario Camus.
- Mi hermano del alma (1994), de Mariano Barroso. Com infermer.
- Justino, un asesino de la tercera edad (1994), de Santiago Aguilar i Luis Guridi. Com infermer novell.
- Matías, juez de línea (1996), de Santiago Aguilar i Luis Guridi. Com El número, Araújo.
- Dame algo (1997), de Héctor Carré. Com a director de Telelocal.
- Atilano, presidente (1998), de Santiago Aguilar i Luis Guridi. Com Charly.
- París Tombuctú (1999), de Luis García Berlanga. Com Guardia Civil Piñango.
- Año mariano (2000), de Karra Elejalde i Fernando Guillén Cuervo. Com Matías.
- Ilegal (2003), de Ignacio Vilar. Com Sacristán.
- Los muertos van deprisa (2003). Com Josito.
- El lápiz del carpintero (2003), d'Antón Reixa. Com Loco.
- Atraco a las 3... y media (2003), de Raúl Marchand Sánchez. Com Castrillo.
- ¡Buen viaje, excelencia! (2003), duAlbert Boadella. Com Projeccionista 2.
- La vida que te espera (2004), de Manuel Gutiérrez Aragón. Com cap de perruqueria.
- El año de la garrapata (2004), de Jorge Coira. Com Home 1.
- Mia Sarah (2006), de Gustavo Ron. Com Mateo.

## Curtmetratges
- Si lo sé no vengo (a mi propio entierro) (1999), de Manolo Gómez.
- La Mercería (2000)
- Sandra (2000), de Héctor J. Diéguez.
- Mancheas de terra (2003), de Julio Rodríguez Fernández.
- La canción de Fémerlin (2005), de Manuel Pena. Com Ladrón.
- Ernesto en 10 minutos (2005), de Carolina Castro. Com Ernesto.
- Se vende (2005), de Carlos López Martínez.
- La metafísica del asesino (2019), de Rubén Méndez.

## Televisió

### Personatges fixos o recurrents
- Lorca, muerte de un poeta (1987) (minisèrie), de Juan Antonio Bardem. TVE.
- Muerte a destiempo (1989) (minisèrie), de Javier Maqua.TVE.
- La forja de un rebelde (1990) (minisèrie), de Mario Camus.TVE.
- Buscavidas (1991), de Diana Álvarez. Antena 3.
- Se alquila (1994), de Julio Sánchez Valdés. Antena 3.
- El club de los listillos (1995), de Héctor Carré. Telecinco.
- Pratos combinados (1995). Com Padre Nicanor. TVG.
- A família Pita (1996). TVG.
- Ellas son así (1998). Com Gutiérrez. Telecinco.
- A las once en casa (1998). Com Guti. La Primera de TVE.
- Un chupete para ella (2000). Com Woody. Antena 3.
- Aquí no hay quien viva (2003-2006). Com Padre Miguel. Antena 3.
- Stamos okupa2 (2012). Com Comisario. TVE.
- Efectos secundarios (2007). TVG.
- El faro (2013-2014). Com Jesús.TVG / FORTA.
- El Pueblo (2019 - actualitat). Com Cura. Amazon Prime Video / Telecinco

### Personatges episòdics
- ¡Ay, Señor, Señor! (1994). Com Seminarista. Antena 3.
- Villarriba y Villabajo (1995), de Carlos Gil. TVE.
- La casa de los líos (1997). Antena 3.
- Un Millán de cosas (1998)
- Estudio 1 (2000). TVE.
- Paraíso (2001). TVE.
- Hospital Central (2002). Com Roberto (2 episodis). Telecinco.
- La que se avecina (2011). Com Rufino (1 episodi). Telecinco.
- Velvet (2015). Com ginecòleg (2 episodis). Antena 3.
- Olmos y Robles (2016). Com Beltrán (2 episodis). TVE.